# Guvernul Radu Vasile
Guvernul Radu Vasile a condus România în perioada 17 aprilie 1998 - 22 decembrie 1999.

## Repere temporale
2 aprilie 1998 - Președintele României, Emil Constantinescu, îl desemnează în funcția de prim-ministru pe Radu Vasile.
15 aprilie 1998 - Parlamentul României dă votul de învestitură Guvernului condus de Radu Vasile (317 'pentru' și 124 'contra')
17 aprilie 1998 - În prezența președintelui Emil Constantinescu, noul guvern depune jurământul de credință.

## Componența
| Portofoliu                                                            | Nume                            | Partid      | În funcție din     | Până la            |
| --------------------------------------------------------------------- | ------------------------------- | ----------- | ------------------ | ------------------ |
| Prim-ministru                                                         | Radu Vasile                     | PNTCD       | 17 aprilie 1998    | 13 decembrie 1999  |
| Prim-ministru                                                         | Alexandru Athanasiu (interimar) | PSDR        | 13 decembrie 1999  | 22 decembrie 1999  |
| Ministru de stat, ministrul apărării naționale                        | Victor Babiuc                   | PD          | 17 aprilie 1998    | 22 decembrie 1999  |
| Ministru de stat, ministrul justiției                                 | Valeriu Stoica                  | PNL         | 17 aprilie 1998    | 22 decembrie 1999  |
| Ministrul de interne                                                  | Gavril Dejeu                    | PNTCD       | 17 aprilie 1998    | 21 ianuarie 1999   |
| Ministrul de interne                                                  | Constantin Dudu Ionescu         | PNTCD       | 21 ianuarie 1999   | 22 decembrie 1999  |
| Ministrul afacerilor externe                                          | Andrei Gabriel Pleșu            | Independent | 17 aprilie 1998    | 22 decembrie 1999  |
| Ministrul finanțelor                                                  | Daniel Dăianu                   | Independent | 17 aprilie 1998    | 23 septembrie 1998 |
| Ministrul finanțelor                                                  | Decebal Traian Remeș            | PNTCD       | 23 septembrie 1998 | 22 decembrie 1999  |
| Ministrul muncii și protecției sociale                                | Alexandru Athanasiu             | PSDR        | 17 aprilie 1998    | 22 decembrie 1999  |
| Ministrul privatizării                                                | Sorin Dimitriu                  | PNTCD       | 17 aprilie 1998    | 19 octombrie 1998  |
| Ministrul industriei și comerțului                                    | Radu Berceanu                   | PD          | 17 aprilie 1998    | 22 decembrie 1999  |
| Ministrul agriculturii și alimentației                                | Dinu Gavrilescu                 | PNTCD       | 17 aprilie 1998    | 2 decembrie 1998   |
| Ministrul agriculturii și alimentației                                | Ioan Avram Mureșan              | PNTCD       | 2 decembrie 1998   | 22 decembrie 1999  |
| Ministrul transporturilor                                             | Traian Băsescu                  | PD          | 17 aprilie 1998    | 22 decembrie 1999  |
| Ministrul lucrărilor publice și amenajării teritoriului               | Nicolae Noica                   | PNTCD       | 17 aprilie 1998    | 22 decembrie 1999  |
| Ministrul comunicațiilor                                              | Sorin Pantiș                    | PNL         | 17 aprilie 1998    | 16 decembrie 1998  |
| Ministrul apelor, pădurilor și protecției mediului                    | Romică Tomescu                  | PD          | 17 aprilie 1998    | 22 decembrie 1999  |
| Ministrul educației naționale                                         | Andrei Marga                    | PNTCD       | 17 aprilie 1998    | 22 decembrie 1999  |
| Ministrul sănătății                                                   | Francisc Baranyi                | UDMR        | 17 aprilie 1998    | 24 iunie 1998      |
| Ministrul sănătății                                                   | Valeriu Stoica (interimar)      | PNL         | 24 iunie 1998      | 10 iulie 1998      |
| Ministrul sănătății                                                   | Hajdu Gabor                     | UDMR        | 10 iulie 1998      | 22 decembrie 1999  |
| Ministrul reformei, președintele Consiliului pentru Reformă           | Ioan Avram Mureșan              | PNTCD       | 17 aprilie 1998    | 2 decembrie 1998   |
| Ministrul reformei, președintele Consiliului pentru Reformă           | Victor Babiuc                   | PD          | 2 decembrie 1998   | 16 decembrie 1998  |
| Ministrul turismului                                                  | Sorin Frunzăverde               | PD          | 17 aprilie 1998    | 16 decembrie 1998  |
| Ministrul cercetării și tehnologiei                                   | Horia Ene                       | Independent | 17 aprilie 1998    | 30 octombrie 1998  |
| Ministrul cercetării și tehnologiei                                   | Valeriu Stoica (interimar)      | PNL         | 30 octombrie 1998  | 17 decembrie 1998  |
| Ministrul culturii                                                    | Ion Caramitru                   | Independent | 17 aprilie 1998    | 22 decembrie 1999  |
| Ministrul tineretului și sportului                                    | Crin Antonescu                  | PNL         | 17 aprilie 1998    | 22 decembrie 1999  |
| Ministrul pentru relațiile cu Parlamentul                             | Alexandru Sassu                 | PD          | 17 aprilie 1998    | 16 decembrie 1998  |
| Ministru delegat pe lângă primul-ministru pentru integrare europeană  | Alexandru Herlea                | PNTCD       | 17 aprilie 1998    | 22 decembrie 1999  |
| Ministru delegat pe lângă primul-ministru pentru minorități naționale | Gyorgy Tokay                    | UDMR        | 17 aprilie 1998    | 27 ianuarie 1999   |
| Ministru delegat pe lângă primul-ministru pentru minorități naționale | Peter Eckstein Kovacs           | UDMR        | 27 ianuarie 1999   | 22 decembrie 1999  |

## Observații
- Ministrul de interne

21 ianuarie 1999 - În urma demisiei ministrului de interne Gavril Dejeu, funcția este preluată de Constantin Dudu Ionescu care asigură, totodată, și relațiile Guvernului cu Parlamentul.
- Ministrul finanțelor

23 septembrie 1998 - Daniel Dăianu este revocat din funcție. În aceeași zi, președintele Emil Constantinescu îl numește în funcția de ministru al finanțelor pe Decebal Traian Remeș.
- Ministrul privatizării

19 octombrie 1998 - Ministrul privatizării, Sorin Dimitriu, își depune demisia la Secretariatul General al Guvernului. Președintele Emil Constantinescu dispune ca, până la desemnarea noului ministru, interimatul la conducerea ministerului să fie asigurată de premierul Radu Vasile.
- Ministrul agriculturii și alimentației

27 noiembrie 1998 - Premierul Radu Vasile semnează documentul prin care a fost declanșată procedura de schimbare a ministrului agriculturii, Dinu Gavrilescu, cu cel al reformei - Ioan Mureșan.
2 decembrie 1998 - La Palatul Cotroceni, în prezența președintelui Emil Constantinescu, noul ministru al agriculturii, Ioan Mureșan, depune jurământul)
- Ministrul comunicațiilor

Conform Hotărârii nr. 47 din 16 decembrie 1998 a Parlamentului României, ministerul este desființat.
- Ministrul Sănătății

24 iunie 1998 - Prin decret prezidențial, președintele Emil Constantinescu îl revocă din funcția de ministru al sănătății pe Francisc Baranyi. Valeriu Stoica, ministrul justiției, este desemnat ministru interimar al sănătății.
10 iulie 1998 - Noul ministru al sănătății, Hajdu Gabor (UDMR) depune, la Palatul Cotroceni, în fața președintelui Emil Constantinescu, jurământul de credință.
- Ministrul reformei, președintele Consiliului pentru Reformă

Conform Hotărârii nr. 47 din 16 decembrie 1998 a Parlamentului României, ministerul este desființat.
- Ministrul turismului

Conform Hotărârii nr. 47 din 16 decembrie 1998 a Parlamentului României, ministerul este desființat.
- Ministrul cercetării și tehnologiei

30 octombrie 1998 - Prin Decretul nr. 367, publicat în Monitorul Oficial nr. 417 din 11 mai 1998, președintele României, Emil Constantinescu aprobă cererea de demisie din funcție a ministrului cercetării și tehnologiei, Horia Ene, revocarea sa din funcție și desemnarea unui ministru interimar: Valeriu Stoica, ministrul justiției.
- Ministrul pentru relațiile cu Parlamentul

Conform Hotărârii nr. 47 din 16 decembrie 1998 a Parlamentului României, ministerul este desființat.
- Ministru delegat pe lângă primul-ministru pentru minorități naționale

27 ianuarie 1999 - În urma demisiei ministrului Gyorgy Tokay, funcția de ministru delegat pentru minorități naționale îi revine lui Peter Eckstein-Kovacs.

## Sursa
- Rompres Arhivat în 14 februarie 2012, la Wayback Machine.

| Precedat(ă) de: Guvernul Victor Ciorbea | Guvernul Radu Vasile 17 aprilie 1998 - 22 decembrie 1999 | Succedat(ă) de: Guvernul Mugur Isărescu |